# Plicatellopsis expansa
Plicatellopsis expansa är en svampdjursart som först beskrevs av Thiele 1905.  Plicatellopsis expansa ingår i släktet Plicatellopsis och familjen Suberitidae. Inga underarter finns listade i Catalogue of Life.